# Chvetsov ACh-73
Le Chvetsov ACh-73 ((ru)Швецов АШ-73) est un moteur d'aviation radial produit par l'Union soviétique peu après la seconde guerre mondiale. Ce moteur de 18 cylindres en double étoile, à refroidissement par air, a principalement été utilisé pour le bombardier lourd Tupolev Tu-4 et l'hydravion à coque de lutte anti-sous-marine Beriev Be-6. Il est proche du Wright R-3350 américain.

## Origine
Le ACh-73 n'est pas une copie du R-3350, mais partage son origine. En avril 1933, un accord est conclu entre le motoriste américain Curtiss-Wright et les Soviétiques, permettant la production sous licence, en URSS, du moteur Wright R-1820 « Cyclone », un moteur neuf cylindres en étoile. Le moteur est produit, à partir de 1934, dans deux usines soviétiques, à Perm et à Kazan, sous le nom Chvetsov M-25. Les ingénieurs soviétiques améliorent le moteur 9 cylindres, avec le M-62 qui se distingue du précédant par l'injection directe et possède une suralimentation plus performante.
Ils entreprennent ensuite d'extrapoler, à partir du moteur 9 cylindres, des moteurs à 14 et 18 cylindres, comme l'avait déjà fait Curtiss Wright (Wright R-2600 Cyclone 14, Wright R-3350 Cyclone 18). Le 14 cylindres sera le Chvetsov M-82. Le M-62 et le M-82 équipent de nombreux avions soviétiques produits par milliers d'exemplaires pendant la seconde guerre mondiale, en revanche la version 18 cylindres ne sera disponible qu'après la guerre. Une première version (ACh-70) est testée vers 1940, suivent les ACh-71 et ACh-72, mais ces moteurs ne sont pas produits en série.

## Caractéristiques
Très proche du R-3350, le ACh-73 développe, dans sa version la plus produite (ACh-73TK), 2 400 CV. Ayant eu d'importants problèmes avec les turbocompresseurs des ACh-70, Chvetsov a finalement copié ceux du R-3350, prélevés sur des B-29 qui avaient dû se poser en URSS (l'avion entier est copié pour devenir le Tu-4).

## Utilisation
Le moteur est produit à quelques 14 000 exemplaires, principalement pour équiper les Tu-4, qui assurent la dissuasion nucléaire soviétique naissante. Le ACh-73 était un choix naturel pour motoriser le Tu-4, puisque le B-29 utilise le moteur Cyclone 18.
Outre le Tu-4, le moteur équipe aussi l'Hydravion à coque Beriev Be-6, chargé, au début de la guerre froide, de repérer les sous-marins de l'OTAN à proximité de l'espace maritime soviétique.
Sergueï Iliouchine souhaite utiliser le moteur pour un avion de ligne, l'Iliouchine 18 (premier du nom, le nom est plus tard repris pour un appareil à turbopropulseurs). Cet appareil vole en 1946, et offre des performances comparables à celles d'un Douglas DC-6. Malheureusement, il n'est pas produit en série, précisément à cause des moteurs : la disponibilité du ACh-73 étant limitée, les autorités soviétiques préfèrent attribuer ces moteurs à la production de Tu-4.